# Вулканический ил
Вулкани́ческий ил — морской, преимущественно батиальный осадок, отлагающийся вблизи наземных или подводных вулканов на глубине от 70 до 5000 м и более. Фактически, представляет собой синий ил, обогащённый вулканическим пеплом.
В состав вулканического ила входят раковины фораминифер и других известковистых и кремнистых организмов (22,31 %), минеральные зёрна (40,82 %) и илистое вещество (36,87 %).
Вулканический ил может иметь тёмно-серую, бурую или чёрную окраску. Также для него характерна неоднородность и остроугольная форма зёрен и преобладание в их составе санидина, плагиоклазов, авгита, оливина, стёкол, роговой обманки. Вулканический ил развит у берегов Камчатки, Японии и некоторых других островов Тихого океана.